# Jean-François Warein
Jean-François Warein, né le 30 août 1783 à Hazebrouck (Flandre française) et mort le 14 janvier 1865 à Hazebrouck (Nord) est un homme politique français.

## Biographie
Propriétaire, il entre comme sous-lieutenant dans la garde nationale d'Hazebrouck, passe major, est nommé conseiller municipal en 1813, puis conseiller d'arrondissement, administrateur des hospices, adjoint puis maire (1822-1831), et est élu, le 21 octobre 1830, Député du 2e arrondissement électoral du Nord (Hazebrouck) par 146 voix (223 votants, 342 inscrits) contre 74 au député sortant, M. de Murat, dont l'élection avait été annulée.
Successivement réélu :
- le 5 juillet 1831, par 214 voix (222 votants, 736 inscrits)
- le 21 juin 1834, par 250 voix (483 votants, 706 inscrits), contre 227 à M. Alban de Villeneuve ;
- le 4 novembre 1837, par 329 voix (636 votants, 756 inscrits) ;
- le 2 mars 1839 par 346 voix sur 681 votants.

Il ne se représente pas aux élections de 1842. Par testament, il lègue en mourant à la ville d'Hazebrouck le tiers de sa fortune.

## Distinctions
- Chevalier de la Légion d'honneur par décret du 30 avril 1836[2].

## Hommage
- Une rue d'Hazebrouck porte son nom.

## Sources
- « Jean-François Warein », dans Adolphe Robert et Gaston Cougny, Dictionnaire des parlementaires français, Edgar Bourloton, 1889-1891 [détail de l’édition]